# 宫本泰介
宫本泰介（1973年1月19日—），习志野市人，是一名日本政治人物，曾担任千叶县习志野市第6任市长。宫本出生于1973年(昭和48年)1月19日，1991年3月从八千代松阴中学校・高等学校毕业，1997年3月毕业于八千代国际大学(现秀明大学)政治学专业。此后历任习志野市议会议员、副议长，2011年4月47日当选为第6任习志野市市长。